# Liste des députés européens de Suède de la 7e législature
Cet article présente la liste des députés européens de Suède pour la mandature 2009-2014, élus lors des élections européennes de 2009 en Suède
| Nom                      | Parti                                           | Groupe parlementaire européen | Portrait |
| ------------------------ | ----------------------------------------------- | ----------------------------- | -------- |
| Anna Maria Corazza Bildt | Modérés                                         | PPE                           |          |
| Lena Ek                  | Parti du centre                                 | ADLE                          |          |
| Christian Engström       | Parti pirate                                    | Verts/ALE                     |          |
| Göran Färm               | Parti social-démocrate suédois des travailleurs | S&D                           |          |
| Christofer Fjellner      | Modérés                                         | PPE                           |          |
| Anna Hedh                | Parti social-démocrate suédois des travailleurs | S&D                           |          |
| Gunnar Hökmark           | Modérés                                         | PPE                           |          |
| Anna Ibrisagic           | Modérés                                         | PPE                           |          |
| Isabella Lövin           | Parti de l'environnement Les Verts              | Verts/ALE                     |          |
| Olle Ludvigsson          | Parti social-démocrate suédois des travailleurs | S&D                           |          |
| Jens Nilsson             | Parti social-démocrate suédois des travailleurs | S&D                           |          |
| Marit Paulsen            | Parti du peuple - Les Libéraux                  | ADLE                          |          |
| Carl Schlyter            | Parti de l'environnement Les Verts              | Verts/ALE                     |          |
| Olle Schmidt             | Parti du peuple - Les Libéraux                  | ADLE                          |          |
| Alf Svensson             | Chrétiens-démocrates                            | PPE                           |          |
| Eva-Britt Svensson       | Parti de gauche                                 | GUE/NGL                       |          |
| Marita Ulvskog           | Parti social-démocrate suédois des travailleurs | S&D                           |          |
| Åsa Westlund             | Parti social-démocrate suédois des travailleurs | S&D                           |          |
| Cecilia Wikström         | Parti du peuple - Les Libéraux                  | ADLE                          |          |